# Symphonie no 79 de Joseph Haydn
La Symphonie no 79 en fa majeur Hob. I:79 est une symphonie du compositeur autrichien Joseph Haydn. Composée en 1784, elle comporte quatre mouvements.

## Analyse de l'œuvre
1. Allegro con spirito, en fa majeur, à , 155 mesures
2. Adagio cantabile - un poco allegro, en si bémol majeur, à 
, 106 mesures
3. Menuet, en fa majeur, à 
, 64 mesures
4. Vivace, en fa majeur, à 

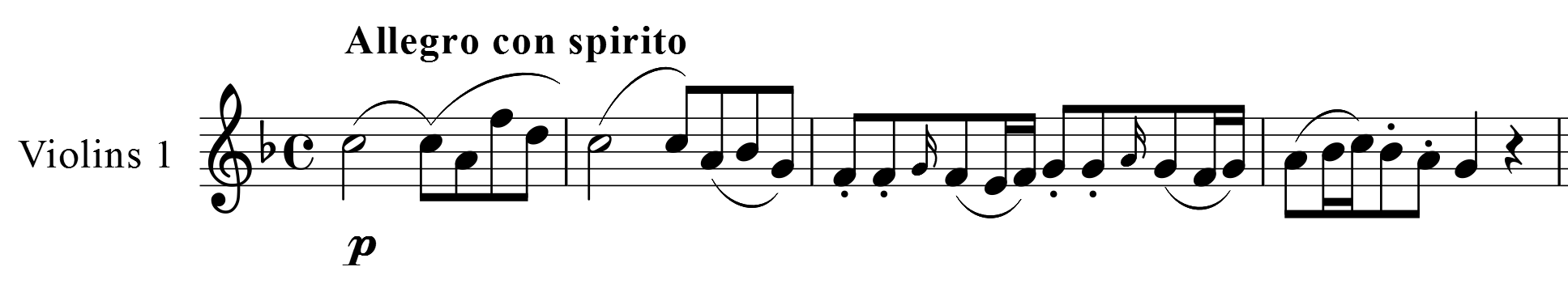
Début de l'Allegro con spirito

, 247 mesures

Durée approximative : 22 minutes.

## Instrumentation
- une flûte, deux hautbois, deux bassons, deux cors, cordes.